# Agostino Scilla

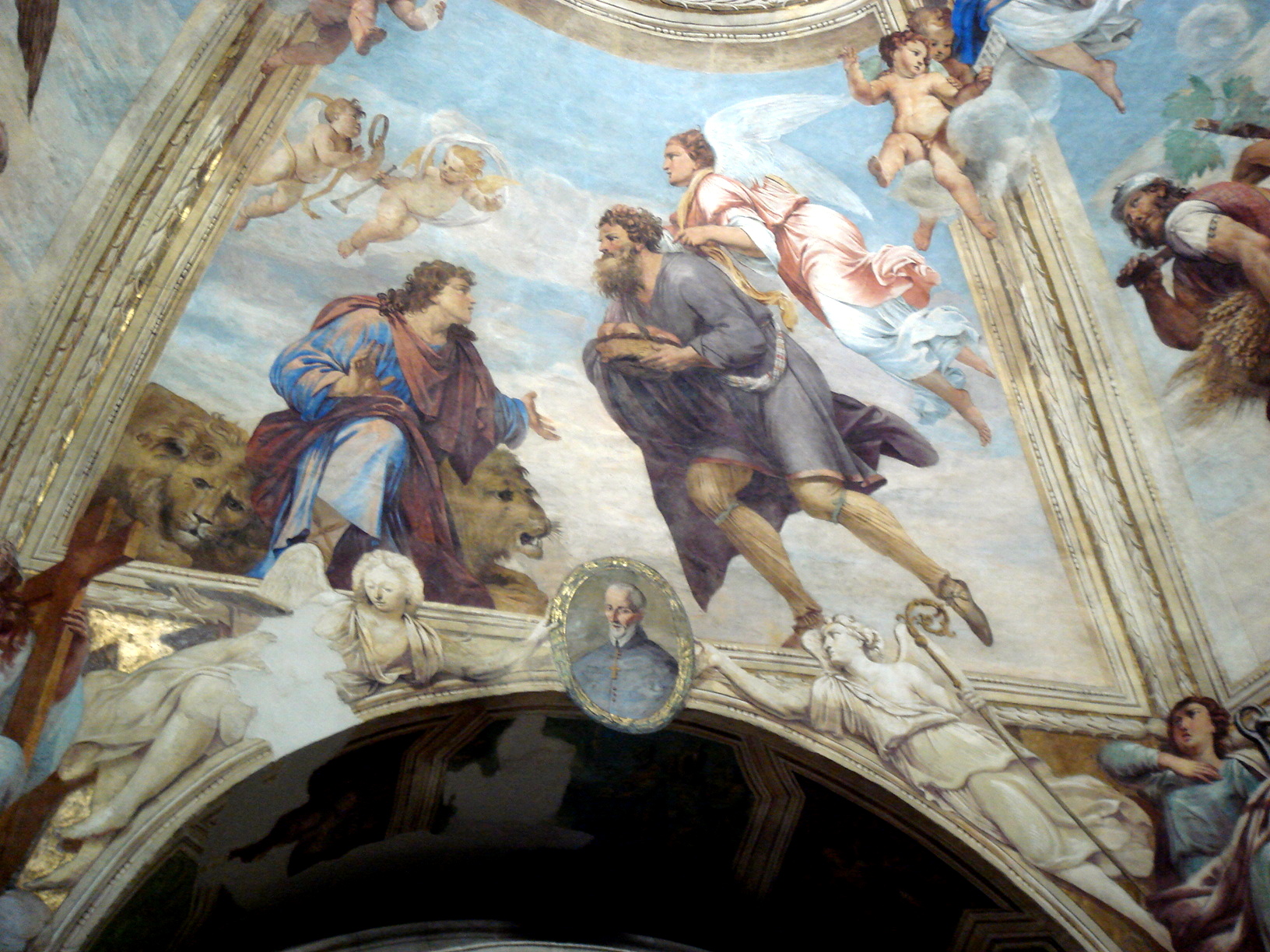
„Habakuk bringt Daniel Brot“ und Porträt des Bischofs Juan de Torres (1657)

Agostino Scilla (* 10. August 1629 in Messina; † 31. Mai 1700 in Rom) war ein italienischer Maler des Barock, Paläontologe, Numismatiker und als Geologe ein Pionier in der Erforschung von Fossilien.

## Leben
Der Sohn eines Regierungsbeamten studierte zunächst Malerei bei Antonio Barbalonga. Im Anschluss ging er für vier Jahre nach Rom in die Werkstatt von Andrea Sacchi (1599–1661) und setzte sich insbesondere mit der Kunst von Raffael und den humanistischen Ideen der Renaissance auseinander. Zurück in Messina begann er an der örtlichen Accademia della Fucina ein Studium der Numismatik und mit der Erforschung von Fossilien, die er auf Sizilien fand. Bei seiner Suche wurde er auch gelegentlich von dem berühmten Arzt und Botaniker Paolo Boccone (1633–1704) begleitet.
Gleichzeitig schuf er Gemälde und Fresken, wobei das Deckenfresko von 1657 in der Sakramentskapelle Kathedrale von Syrakus als sein Hauptwerk gilt. Neben Gemälden sakralen Inhalts sind von ihm auch einige Stillleben erhalten geblieben, die sich in privaten und öffentlichen Sammlungen befinden.
1670 veröffentlichte er seine wissenschaftliche Abhandlung „La vana speculazione disingannata dal senso“.
Infolge der Regentschaft durch die spanischen Bourbonen und der skrupellosen Politik des Ministers Bernardo Tanucci kam es zwischen 1672 und 1678 zu Unruhen in Messina, die Scilla 1679 zur Flucht nach Frankreich und im Anschluss nach Turin veranlassten, wo er am königlichen Hof Aufnahme fand. Kurze Zeit später ging er nach Rom, wo er am 1. Oktober 1679 Mitglied der Accademia di San Luca und am 10. Februar 1680 in die Congregazione dei Virtuosi gewählt wurde. Letzterer stand er auch 1681 und 1685 als Regent vor. Als er in Rom starb, wurden für ihn am 7. Juli 1700 im Auftrag der Kongregation Seelenmessen gelesen.
Als Künstler aus Agostinos Schule sind der jüngere Bruder, der Tiermaler Giacinto Scilla (gest. 1711), der Sohn Saverio Scilla (1673–1748) und Antonio Madiona (tätig im 17. Jahrhundert) und weitere erwähnt.
Nach ihm ist der Dorsum Scilla auf dem Erdmond benannt.

## Werk
- Chiesa Santa Agata (Caltanissetta): Hauptaltargemälde „Martyrium der Heiligen Agathe“ (1654)
- Chiesa Santa Maria della Concezione (Syrakus): Altargemälde „Heilige Familie mit Engeln“
- Kathedrale von Syrakus Cappella del Sacramento: Deckenfresken (Elia, Habakuk und Daniel – 1657)
- Museo Regionale di Messina: Hl. Benedikt

Publikationen
- Agostino Scilla: La vana speculazione disingannata dal senso. Andrea Colicchia, Neapel 1670, doi:10.5962/bhl.title.51180 (biodiversitylibrary.org).
- Agostino Scilla: De Corporibus Marinis Lapidescentibus Quæ Defossa Reperiuntur. (alternativer Titel Vana speculazione disingannata dal senso.) De Rubeis, Rom 1752, doi:10.5962/bhl.title.60263 (biodiversitylibrary.org).